# Diocèse de Waterford et Lismore
Le diocèse de Waterford et Lismore est un diocèse suffragant de l'archidiocèse de Cashel et Emly en Irlande. Sa cathédrale est celle de la Très-Sainte-Trinité de Waterford.

## Territoire
Le diocèse comprend le comté de Waterford, une grande partie du comté de Tipperary-Sud et une petite partie de celui de Cork.
Le siège de l'évêché est à Waterford, où se trouve la cathédrale de la Très-Sainte-Trinité. L'ancienne cathédrale Saint-Declan en ruine se situe sur la commune d'Ardmore. Elle à été construite à l'emplacement d'un ermitage fondé par saint Declan (en) au Ve siècle. Elle comporte une tour ronde (du XIIe siècle) de 30 m avec quatre étages.
À Lismore, l'abbaye Sainte-Marie de Glencairn est la seule communauté féminine de spiritualité cistercienne (trappistines) qui subsiste en Irlande.
Le territoire est divisé en 45 paroisses.

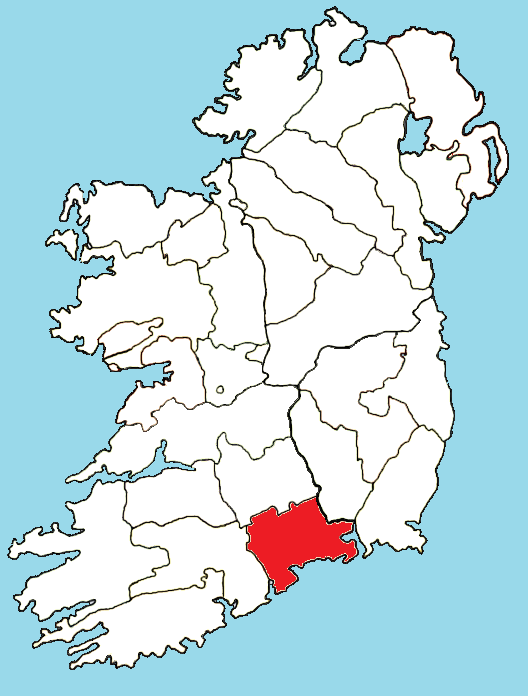
Localisation du diocèse en Irlande.
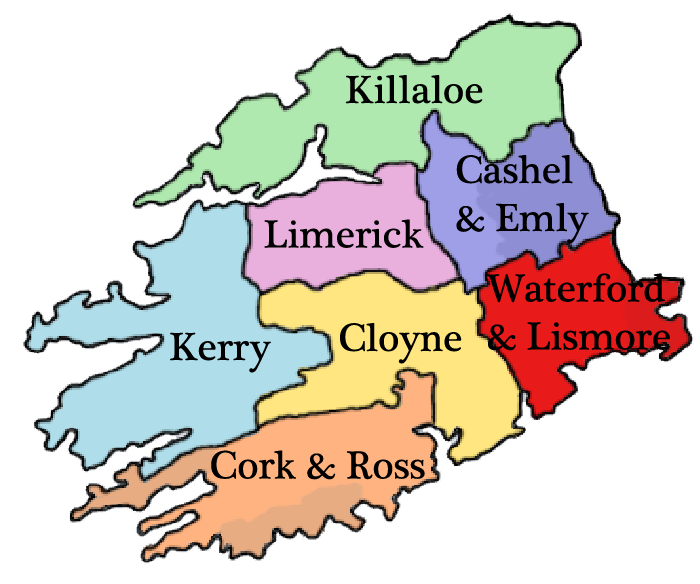
Les diocèses de la province ecclésiastique de Cashel et Emly.

## Historique

### Waterford
Le diocèse de Waterford est créé le 27 décembre 1096 dans la cité hiberno-norroise pour l'évêque Mael Isu Ua hAinmere (latin: Malchus) qui était moine à Winchester. Le nouveau diocèse est alors suffragant de l'archevêque de Cantorbéry.
En 1111, le synode de Ráth Breasail décide d'ériger un diocèse pour le royaume voisin des Déisi mais ne tranche pas sur le choix entre Waterford et Lismore pour recevoir le siège épiscopal. C'est le synode de Kells en 1152 qui établit deux évêchés distincts.

### Diocèse de Lismore
L'origine du diocèse de Lismore (Les Mar Mo Chutu en irlandais et Lismorensis en latin) remonte à la fondation religieuse de l'abbé Carrthach (Mo Chutu) mort le 14 mai 637 ou 639. Le synode de Ráth Breasail en 1111 décide de doter le royaume des Déisi, voisin de la cité des Norvégiens-Gaëls de Waterford, d'un évêché propre laissant le choix du siège entre Lismore et Waterford. En 1152, le synode de Kells décide de créer deux évêchés distincts du fait des prétentions du diocèse d'Ardmore à vouloir représenter les Déisi.
Le siège n'est doté d'un évêque qu'en 1129 avec Gilla Mo Chutu Ua Rebachain. Il est rattaché à celui de Waterford le 18 novembre 1356 conformément à une bulle du pape Jean XXII du 31 juillet 1317. Urbain V confirme cette union en 1363 en faveur de l'évêque Thomas le Reve, chanoine puis administrateur du siège de Lismore, mort en septembre 1394.

## Ordinaires
- John Power (1873-1887)
- Piers (Peter) Power (1887-1889)
- John Egan (1889-1891)
- Richard Alfred Sheehan (1892-1915)
- Bernard Hackett, C.Ss.R. (1916-1932)
- Jeremiah Kinane (1933-1942)
- Daniel Cohalan (1943-1965)
- Michael Russell (1965-1993)
- William Lee (1993-2013)
- Alphonsus Cullinan (en) (depuis le 2 février 2015)

## Source
- (en) T.W Moody, F.X. Martin, F.J. Byrne A New History of Ireland IX Maps, Genealogies, Lists. A companion to Irish History part II . Oxford University Press réédition 2011  (ISBN 9780199593064)